# (6269) Kawasaki
Pour les articles homonymes, voir Kawasaki.
(6269) Kawasaki est un astéroïde de la ceinture principale.

## Description
(6269) Kawasaki est un astéroïde de la ceinture principale. Il fut découvert le 20 octobre 1990 à Oohira par Takeshi Urata. Il présente une orbite caractérisée par un demi-grand axe de 2,39 UA, une excentricité de 0,13 et une inclinaison de 6,2° par rapport à l'écliptique.

## Compléments